# 村上隆吉

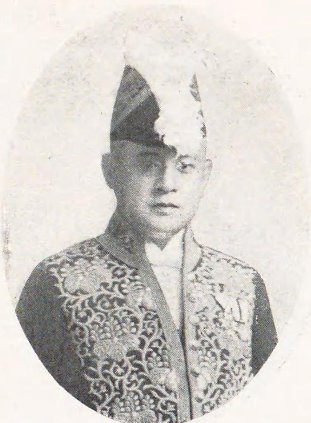
村上隆吉

村上 隆吉（むらかみ りゅうきち、1877年（明治10年）3月7日 - 1934年（昭和9年）12月15日）は、日本の農商務官僚。帝国水産会会長。男爵。

## 経歴
海軍主計中将・男爵村上敬次郎の長男として生まれ、1926年（大正15年）4月15日に男爵を襲爵した。
1903年（明治35年）、東京帝国大学法科大学独法科を卒業し、同年11月文官高等試験に合格した。保険事務官、農商務事務官・参事官、特許局事務官・参事官、水産講習所教授、特許局長官、水産局長を歴任した。
退官後は帝国水産会会長、中央水産協会理事長などを務めた。

## 栄典
- 1920年（大正9年）11月1日 - 旭日中綬章[6]

## 著書
- 『簡易生命保険事業論』（農商務省商工局、1908年）
- 『保険法論』（法政大学、1908年）